# Richard Cottingham
Pour l’article homonyme, voir Cottingham.
Richard Cottingham (né le 25 novembre 1946 dans le Bronx) est un tueur en série du New Jersey, opérant entre 1967 et 1980.

## Biographie
Richard Cottingham naît en 1946 et grandit principalement dans le New Jersey. Coureur de cross-country, il se marie en 1970 et devient père de trois enfants. Il vit avec sa famille à Lodi et travaille en tant qu'informaticien au Blue Cross Blue Shield à Manhattan. Louant un appartement dans le quartier de Midtown, il déclare à sa femme travailler la nuit alors qu'il traque les prostitués dans les rues new-yorkaises.
En 1981, il est jugé et condamné à 268 ans de prison pour le viol et le meurtre de cinq femmes, et est emprisonné depuis. Plusieurs décennies plus tard, Cottingham prétend avoir tué entre 85 et 100 femmes, principalement des prostituées, et multiplie les aveux dans de nombreuses affaires de féminicides,. Connu comme le « Torso Killer », surnom donné par les journaux au meurtrier avant d'en connaître l'identité, son ADN le lie à plusieurs meurtres non résolus.
Il prenait plaisir à torturer psychologiquement ses victimes afin de les piéger en apprenant à les connaître et en leurs posant des questions pièges. Si la réponse à la question changeait au cours de la journée, il tuait la femme.